# Cymbopetalum longipes
Cymbopetalum longipes là loài thực vật có hoa thuộc họ Na. Loài này được Benth. ex Diels mô tả khoa học đầu tiên năm 1905.